# César Miguel Rondón
César Miguel Rondón (Ciudad de México, 18 de noviembre de 1953) es un escritor, periodista, locutor, publicista, host de radio y televisión venezolano de origen mexicano.

## Biografía
Nacido en Ciudad de México, es hijo de padres venezolanos exiliados durante el régimen de Marcos Pérez Jiménez, la familia regresó a Venezuela luego de derrocada la dictadura. Su padre César Rondón Lovera tuvo cargos diplomáticos en Cuba, Jamaica y Panamá.
Realizó estudios en la Universidad Central de Venezuela, de Filosofía y de Comunicación Social en la Universidad Católica Andrés Bello. Durante la época en que cursó estudios en la Universidad Central de Venezuela, César Miguel Rondón compartió clases, entre otros, con Alfredo Maneiro, fundador de La Causa R.
En enero de 2019 sale del aire el programa radial de opinión En conexión del periodista César Miguel trasmitido por el Circuito Éxitos de Unión Radio con más de 30 años de trayectoria, debido a la censura que aplica el gobierno a diferentes reporteros que informen y realicen entrevistas que no son de agrado del gobierno. El 15 de febrero edita su último programa de radio quien declaró que su programa fue cerrado debido a que él «resultó muy incómodo para el régimen» (gobierno de Nicolás Maduro).

## Comunicador social

### Prensa
Se inició como crítico de cine para la revista «Summa» en 1972, encargándose posteriormente de las páginas culturales del diario «El Globo». Trabajó también en el semanario «Séptimo día» del diario El Nacional y otros medios, especialmente en espacios culturales. En 1975 es, junto a Marcelino Bisbal, uno de los estudiantes fundadores de la Revista Comunicación.
En 1978 se marcha a Nueva York y continúa publicando en diarios venezolanos como el mencionado El Nacional, El Diario de Caracas y Meridiano. Durante su estadía en Estados Unidos conoció a los más importantes representantes de la Salsa, compilando las informaciones y realizando las investigaciones que le llevarían a escribir El Libro de la Salsa, posiblemente el texto más importante que se ha escrito de este género musical, considerada como una obra antológica. Durante su estadía integró el primer equipo editor de la revista Billboard en español. Durante su estadía en EE. UU. nace su primer hijo, Cesar Ignacio.
Regresó a Venezuela en 1981 donde continuó su labor como periodística y columnista en el diario El Nacional.

### Locución
En 1974 se inició en la Radio Nacional de Venezuela con el programa de «A paso de transeunte», desde entonces se ha convertido en una de las personalidades más reconocidas de este medio en Venezuela. Siendo productor y conductor de programas de corte musical, noticioso, de entrevistas y de opinión para varias emisoras. Ocupando el horario estelar matutino de Éxitos 99.9 F.M. desde 1991 con audiencia nacional a través del Circuito Unión Radio. Condujo además desde 1998 «La Entrevista con César Miguel Rondón» por 90.3 F.M y 1.090 A.M., ambas del mencionado circuito radial, hasta 2006, y «El Libro de la Salsa en radio» para la emisora Onda.
César Miguel Rondón ha sido también la voz e imagen de marcas, empresas comerciales e instituciones nacionales e internacionales durante más de 20 años. Su impecable pronunciación y dicción en español, con acento neutral; su timbre grave y profundo, y la sobriedad de su estilo, son ideales para comerciales de radio, televisión, narración de documentales y audiobooks.

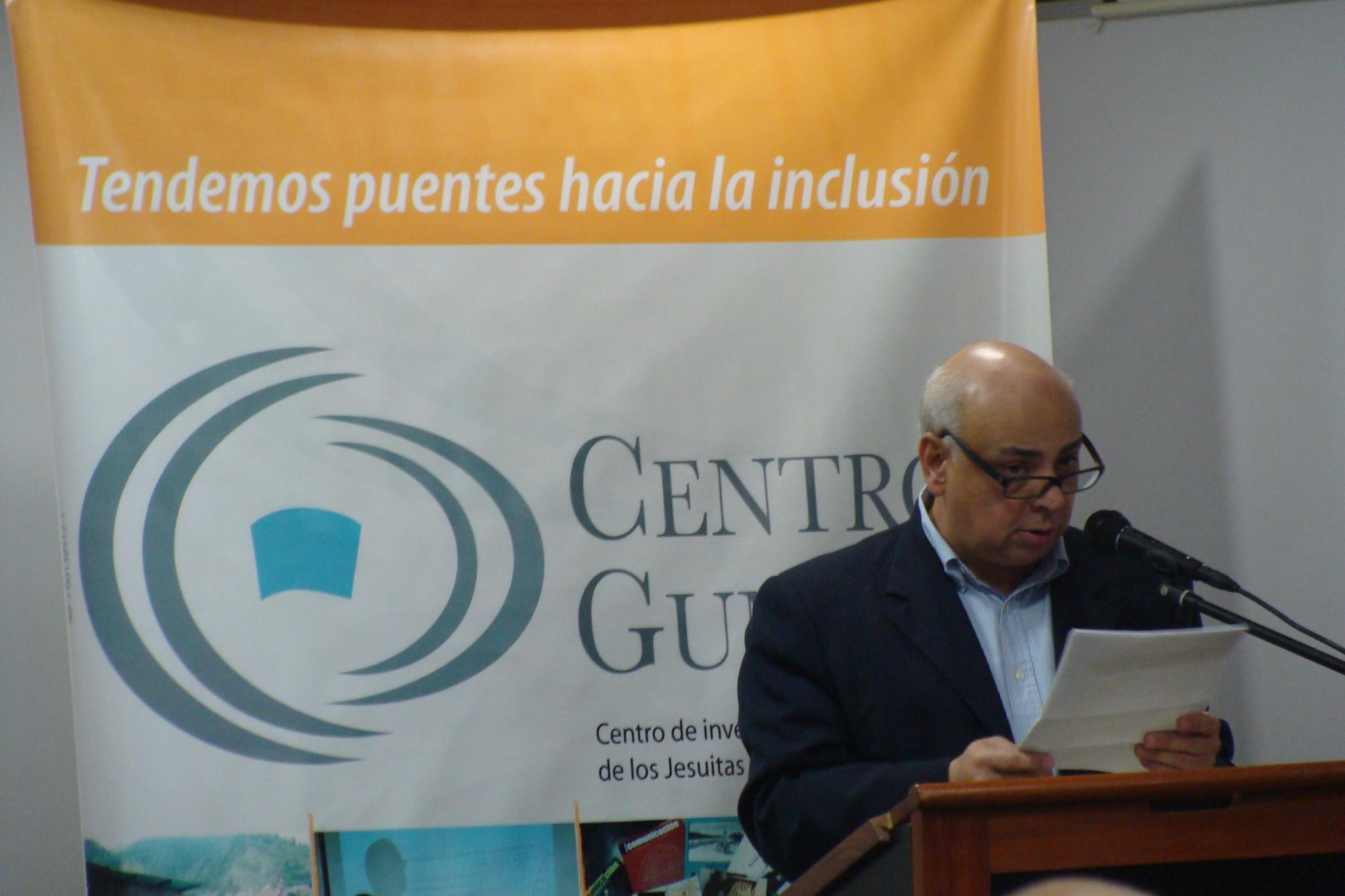
Cesar Miguel Rondón, periodista venezolano, haciendo una presentación del Centro Gumilla en Venezuela

## Discografía
Maestra Vida, nombre de la segunda ópera salsa de la historia, compuesta por el artista panameño Rubén Blades, grabada en estudio con la inclusión de instrumentos sinfónicos y producida por Willie Colón en 1980 para el sello Fania Records, donde participó como narrador de la historia.

## Audiovisuales
César Miguel Rondón se ha destacado especialmente en la televisión de Venezuela, como escritor de 12 telenovelas (entre ellas algunas de las más exitosas de la televisión de este país, como; «Ligia Elena», «Nacho», «Las Amazonas», «El sol sale para todos», «Y la luna también», «Niña bonita», «Ka Ina» y 21 series, miniseries y largometrajes. Desde 1989 y hasta 1991 fue director de producción de RCTV. Es también guionista de cinco películas; «Cangrejo II», «La noche de Sísifo», «El Secreto», «Desnudo con Naranjas» y «Galarraga, Béisbol puro Béisbol».
Durante 10 años (1993-2003) fue el encargado de la interpretación al español y los comentarios en vivo de la gala de los premios Oscar en Venevisión, también laboró en el canal como Vicepresidente de nuevos proyectos desde 1993 a 1997 y Asesor de contenido dramático hasta 2011.
En enero del 2000 presentó por primera vez el espacio de opinión «30 Minutos» en Televen, manteniéndolo hasta mayo de 2005 como productor y conductor del mismo. Trabajo en The Biography Channel entrevistando a celebridades también en otros programas del mismo para traducir.
Desde 2015 conduce y produce un nuevo programa de TV, En Conexión, que se trasmite a través del canal TVV de MiamiI y a través de la plataforma AmericaDigital.com. En el 2019 estrenó espacio radial, Día a Día, en la emisora 107.1 FM al sur de Florida. Conduce un podcast diario, accesible en todas las plataformas de audio, titulado «Sin código».
En las redes reúne cerca de 4 millones de seguidores entre Twitter (@cmrondon), Instagram (@rondoncm) y Periscope. Su programa En conexión ha continuado editándose a través de YouTube.

#### Telenovelas
| Año     | Título                   | Cadena                          | Nota                                                   |
| ------- | ------------------------ | ------------------------------- | ------------------------------------------------------ |
| 2016    | Las amazonas             | Televisa                        | Basado en su historia original Las amazonas            |
| 2013    | Las Bandidas             | Televisa, RCTV, R.T.I., Televen | Basado en su historia original Las amazonas            |
| 2004    | Soñarás                  | TV Azteca                       | Basada en su historia original Ligia Elena             |
| 2003    | Niña amada mía           | Televisa                        | Basado en su historia original Las amazonas            |
| 2002    | Las González             | Venevisión                      | Creado junto a Mónica Montañés                         |
| 2001    | Guerra de mujeres        | Venevisión                      | Creado junto a Mónica Montañés                         |
| 2001    | Más que amor, frenesí    | Venevisión                      | Creado junto a Mónica Montañés                         |
| 1999    | Calypso                  | Venevisión                      | Creador, productor general                             |
| 1997    | Contra viento y marea    | Venevisión                      | Productor                                              |
| 1996-97 | El perdón de los pecados | Venevisión                      | Productor                                              |
| 1996    | Quirpa de tres mujeres   | Venevisión                      | Basado en su historia original Las amazonas, productor |
| 1995    | Ka Ina                   | Venevisión                      | Creador, productor                                     |
| 1992-93 | Piel                     | Marte Televisión                | Creador                                                |
| 1990    | Gardenia                 | RCTV                            | Guionista                                              |
| 1988    | Niña bonita              | Venevisión                      | Creador, director                                      |
| 1987    | Y la luna también        | Venevisión                      | Creador                                                |
| 1986    | El sol sale para todos   | Venevisión                      | Creador                                                |
| 1985    | Las amazonas             | Venevisión                      | Creador, director                                      |
| 1983    | Nacho                    | Venevisión                      | Creador                                                |
| 1982    | Ligia Elena              | Venevisión                      | Creador                                                |

## Publicaciones
- 1979 Guionista de los textos de Maestra Vida con el cantautor Rubén Blades.
- 1979 El Libro de la Salsa,[14] Crónica de la música del Caribe urbano
- 1998 País de Estreno
- 2009 Ellos que se conocen tanto
- 2012 Armando el rompecabezas de un país
- 2015 País de salida

## Premios
Ha sido galardonado, entre otros, con los siguientes premios:
- Premio Publicidad y Mercadeo (en 8 ocasiones).
- Premio Nacional del Cine.
- Premio de Asociación Nacional de Autores Cinematográficos.
- Premio Nacional Casa del Artista.
- Venus de la Prensa.
- Guaicaipuro de Oro.
- Reconocido en 2004 como «Hombre de Televisión del Año» por la Conferencia Episcopal Venezolana.
- Premio «Monseñor Pellín» 1999 como Hombre de Radio.

## Vida personal
Se encuentra casado con la periodista Floralicia Anzola. Tiene 5 hijos:  César Ignacio, María Bárbara, Victoria Eugenia, Andrés Miguel y María Antonieta.